# Merle Silmato
Merle Silmato (nascida em 1968) é uma cantora de ópera estoniana (contralto).
Em 2001 formou-se na Academia de Música da Estónia, tendo continuado a formar-se até que, em 2006, concluiu mais um percurso académico na Academia Sibelius.
Desde 2007 trabalha na Ópera Nacional Finlandesa.

## Prémios
- 2001: 3º prémio na competição Klaudia Taev[2]